# نیکولا آندریچ

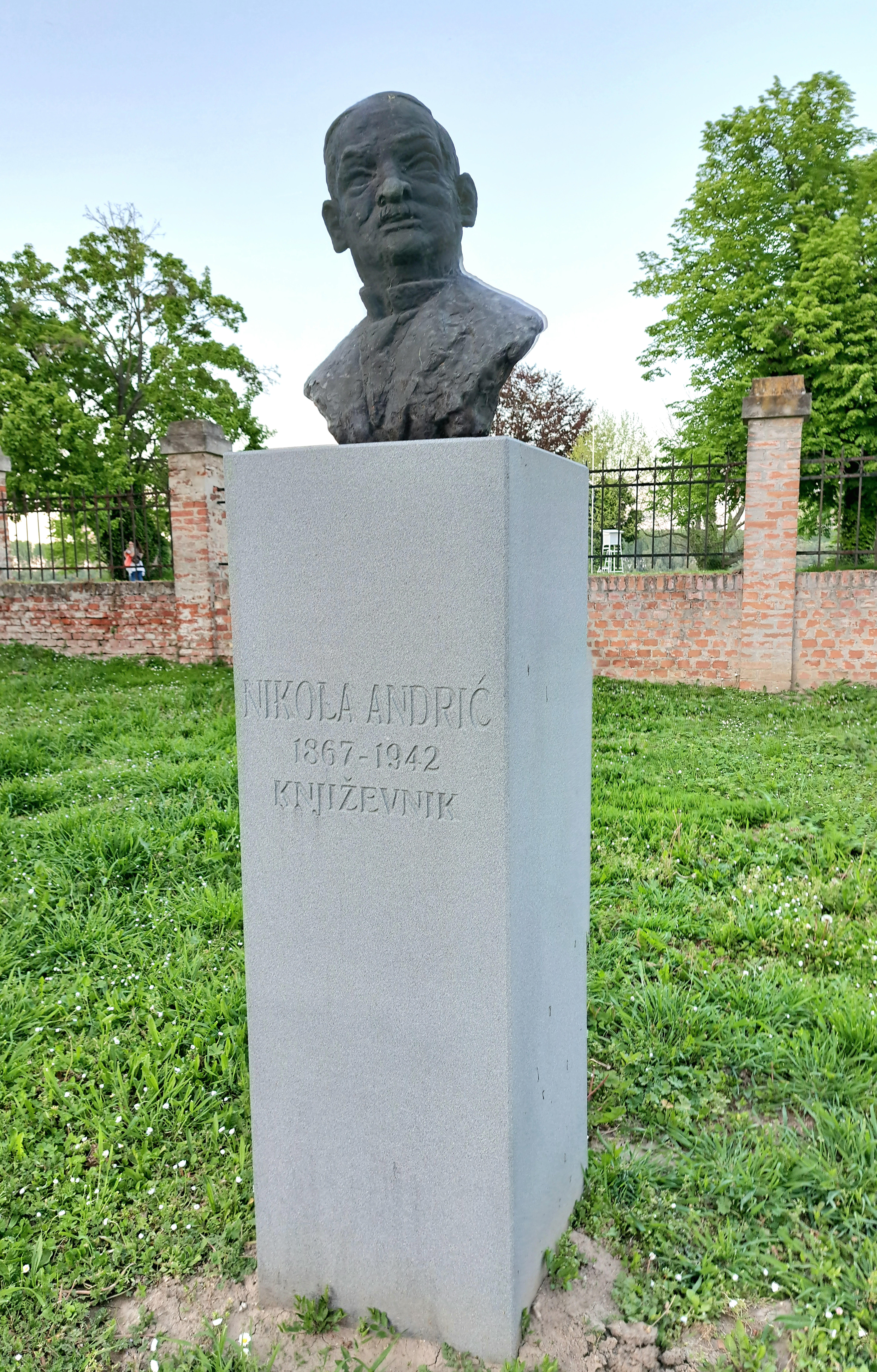

نیکولا آندریچ (کرواتی: Nikola Andrić؛ ۵ ژوئیهٔ ۱۸۶۷ – ۷ آوریل ۱۹۴۲) مترجم، لغت‌شناس و روزنامه‌نگار اهل کرواسی بود. او در زاگرب درگذشت.